# Prix science ouverte des données de la recherche
Le Prix Science ouverte des données de la recherche est une récompense scientifique française décernée depuis 2022.
Le prix s'inscrit dans le cadre du deuxième Plan national pour la science ouverte et récompense des projets, des équipes et des jeunes chercheurs et chercheuses engagés dans des pratiques exemplaires de gestion, de diffusion et de réutilisation des données de la recherche. Il est remis par le ministère de l’Enseignement supérieur et de la Recherche. 
Le prix comporte plusieurs catégories :
- La catégorie "réutilisation de données", doté de 10 000 euros
- La catégorie "créer les conditions de la réutilisation", doté de 5000 euros
- La catégorie "mention spéciale du jury", doté de 5000 euros [2]

## Lauréats
| Année | Catégorie "réutilisation de données" | Catégorie"créer les conditions de la réutilisation" | Catégorie "mention spéciale du jury" | Références |
| ----- | --- | --- | --- | ---------- |
| 2023  | - Alix Chagué et Thibault Clérice pour le Projet "HTR-United : un catalogue permettant le partage et la découverte de données d’entrainement pour la transcription et la segmentation automatique de documents, dont les manuscrits" - Charlotte Duvette pour le projet " Richelieu- Histoire du quartier" qui étudie le patrimoine matériel et immatériel d’un quartier parisien au XIXe siècle à travers ses représentations iconographiques et son évolution parcellaire. | - Catalina Torre, Arianna Caporali et Gilles Pison pour le projet "HMBD - Human Multiple Births Database", une base de données internationale sur les naissances multiples qui fournit des statistiques sur le nombre de naissances de jumeaux, de triplets, quadruplets et plus. - Magalie Weber pour le projet "DataSusFood : Structurer et ouvrir les Données pour améliorer la Durabilité des Systèmes Alimentaires". Le projet vise à développer un écosystème interopérable d’outils en s'appuyant sur des ontologies d'ingénierie alimentaire et des bioproduits pour des systèmes agroalimentaires plus durables. - Aymeric Hermann pour le projet "Reconstituer les voyages interinsulaires passés dans le Pacifique grâce à la géochimie" | - Célia Bouchet pour le projet "EHDS: Enquête Handicap et destinées sociales". Ce projet réunit des données quantitatives et qualitatives sur les inégalités socio-économiques liées au handicap. - Jérémy Gardette pour le projet "SHIP : Engagement de l'hippocampe dans la mémoire et la perception : Le rôle du contenu représentationnel | [ 3 ]      |
| 2022  | - Victor Gay pour le Projet "TRF-GIS : Un Système d'Information Géographique de la France de la Troisième République (1870-1940)" - Naomi Truan pour le projet de linguistique "FR-PARL, DE-PARL, UK-PARL" | - Laura Morales pour le projet "EMM - Registre des enquêtes sur les minorités ethniques et migrantes" - Areski Flissi pour le projet "NORINE – Base de données de peptides non-ribosomiques et outils pour leur analyse et visualisation" - Julie Vallée pour le projet "MOBILISCOPE - cartes et graphiques interactifs de visualisation des variations de la population" | - Anna Cannavò pour le projet "Prospection d’Amathonte - site archéologique de l’île de Chypre fouillé par une mission française" - Nicolas Torquet pour le projet "MouseTube - enregistrements de vocalisations de souris" - Fabian Suchanek pour le projet "YAGO - base de connaissances"                                                   | [ 4 ]      |